# ティム♡ティム♡サーカス
『ティム♡ティム♡サーカス』は、原作：水木杏子、作画：いがらしゆみこによる日本の漫画作品。
『なかよし』（講談社）にて1981年3月号から1982年3月号まで連載された。

## 書誌情報
- ティム♡ティム♡サーカス 1、初版発行日1982年2月5日 ISBN 9784061084001
- ティム♡ティム♡サーカス 2、初版発行日1982年3月1日 ISBN 9784061084032

## 事件
1997年、香港の玉皇朝出版有限公司から『甜甜馬戲團(ティム♡ティム♡サーカス)』上下巻が1996年に発売されていたことを知った原作者である水木杏子氏は不審に思い、同年6月24日、玉皇朝出版の国際版権部の担当者である漫画家の鈴賀レニ（本名・村中志津恵。いがらしゆみこの元アシスタント）に確認（『ティム♡ティム♡サーカス』が玉皇朝出版されていること）したところ「えっ？いがらしさんからもらってませんでした？」と言われ、すぐに見本を送るよう強く伝える。その後「もう本がないので今探している」と返答される。一向に現品が送られて来ず、何故か現物が手元にないという理由で数か月以上放置された。当時は『ティム♡ティム♡サーカス』が出版されてから10ヶ月程であった為、それが編集部に無いというのは通常では考えられないことだが（通常、見本誌は販売部署や制作局等にも少なくとも一年以上は置かれる）、水木氏は疑問に思いながらも信じていた。しかし、余りにも待たされ、痺れを切らした水木氏が香港に架電「いがらし（ゆみこ）さんが持っているでしょう。一部でいいから早く見せて」と強く要請。鈴賀は「それが…いがらしさんのところにも一冊もない」と返答。不信感が芽生えた水木氏は「本屋さんならあるでしょう。買って来て送って」と引かずに伝えたが「本屋にもないんです。とにかく探しますから」と、その後も待たされることに。
「やっと倉庫で見つかった」と連絡が着たが鈴賀は「でも…お詫びしなくてはならないことがあるのです。下巻の奥付に水木さんの名前が手違いで消えてしまっているのです」と続けた。同年9月上旬、届いた二冊の本は「水木杏子」の表記があるものは印刷や紙質も異なり、下巻は表紙の色や大きさも異なっており、カバー等は完璧にズレが生じていた。また、同じ1996年8月出版で玉皇朝出版のISBNも同じ初版本が二冊、いがらしゆみこ（表記は「五十嵐優美子」）のみのものと水木氏の表記もあるものが存在する事に関しても水木氏は不正の証明とし、今後も追及していくつもりであると明記している。同品であればISBNは同じとなるが（上巻と下巻であった場合はコードは異なる）、内容に訂正、加筆等の変更、追加があった場合、刷数が同じということは有り得ない。
出版人であるというニャオ氏は、水木氏のもとに送られてきたものは絵柄がくすんでおり、細かい汚れの付着があること、文字の品位が非常に汚く、滲みを起こしていること、玉皇朝のマークの色味が明らかに違い（赤色部分）、マーク自体も潰れていること、写真製版をした印刷物では通常有り得ないモアレやシャギーが全体に出ていること、上巻奥付には水木氏の表記があるが、下巻奥付にはいがらしゆみこ（表記は「五十嵐優美子」）のみであること、カバーのサイズが微妙に本体より大きい、機械裁断では有り得ない巻き表紙のサイズのズレがあること、作者紹介で水木氏のみが何故か日本語と片仮名が使われていること等「水木さんに渡すためだけに何らかの事情で偽造されたもの」と論じている。また、当時香港で出回っていた『ティム♡ティム♡サーカス』の単行本は原作者である水木杏子氏の名前はなく「いがらしゆみこの表記のみ」であった。1996年、いがらしゆみこ氏より「ティムを香港の玉皇朝出版が出してくれる」と聞いた水木氏は素直にうれしかった…と思っていたが、その後、＜原作者として出版を委任する＞といった簡単な文面の委任状には、「勿論、書籍から＜原作者名を削除＞していいとはかいてありません」と語っており、その痛みや苦しみ、作者としての矜持が見受けられる。